# Bobare (Venezuela)
Pour les articles homonymes, voir Bobare.
Bobare est la capitale de la paroisse civile d'Aguedo Felipe Alvarado de la municipalité d'Iribarren de l'État de Lara au Venezuela. 